# Distrito de Sahibzada Ajit Singh Nagar
Sahibzada Ajit Singh Nagar (en punyabí: ਮੋਹਾਲੀ ਜ਼ਿਲਾ) es un distrito de la India en el estado de Punyab. Código ISO: IN.PB.SA.
Comprende una superficie de 1093 km².
El centro administrativo es la ciudad de Mohali.

## Demografía
Según censo 2011 contaba con una población total de 986 147 habitantes, de los cuales 461 158 eran mujeres y 524 989 varones.